# Theodore Thurston Geer
Theodore Thurston Geer (12 de março de 1851 - 21 de fevereiro de 1924) foi um político dos Estados Unidos, o 10º governador do Oregon, com mandato de 9 de janeiro de 1899 a 14 de janeiro de 1903. O político republicano estava no cargo quando o legislativo adotou o "Oregon System", um sistema de iniciativa e referendo do Oregon, que permite aos eleitores modificações na constituição e, até mesmo, revogação de leis. Ele também foi membro da Câmara dos Representantes do Oregon, da qual também foi presidente.

## Início de vida
Theodore Geer nasceu em 12 de março de 1851, em Waldo Hills ao leste de Salem, no antigo território de Oregon. Seus pais, Heman Johnson Geer e Cynthia Ann Eoff, separaram-se quando Theodore tinha 14 anos de idade. Geer foi educado nas escolas de Salem e na Willamette University, também em Salem. Após a separação de seus pais, começou a trabalhar, e em 1866 mudou-se para Grande Ronde Valley com seu pai. Enquanto esteve no Oregon oriental, Geer escreveu matérias para o jornal Blue Mountain Times. Em 1877, retornou para Willamette Valley e Waldo Hills onde desenvolveu atividades agrícolas.

## Carreira política
Em 1880, Geer foi eleito para a Câmara dos Representantes do Oregon, representando o Condado de Marion. Ele retornou para a câmara em 1889, exercendo até sessão legislativa de 1893, e foi Presidente da Câmara em 1891. Ele serviu como um delegado eleitor presidencial em 1897.
Theodore Geer foi eleito o 10º governador de Oregon em 1898 para suceder William Paine Lord, derrotando o candidato democrata e W. R. King do partido populista. Um governador republicano, que cumpriu seu mandato de 9 de janeiro de 1899 até 14 de janeiro de 1903. Geer foi o primeiro governador natural do Oregon. Theodore Geer apoiou a primeira emenda à constituição de 1857 do Oregon que instituiu o sistema de iniciativa e referendo na legislação daquele estado, que consiste na possibilidade dos eleitores modificarem a constituição e, até mesmo, revogar leis, alteração vigente até os dias de hoje (2012). A alteração foi aprovada pela Assembleia Legislativa do Oregon durante as legislaturas de 1899 e 1901 e foi aprovada pelos eleitores de Oregon em 1902. Geer não conseguiu reeleger-se para um segundo mandato e deixou o cargo em 1903.

## Ciclovias
Geer era conhecido por ser um entusiasta participante da grande mania da bicicleta de 1890, e como governador eleito chancelou uma legislação em 1899  de ciclovias aprovada pela Assembléia Legislativa que  criava uma rede estadual de percursos de bicicleta. O Governador Geer deslocava-se de bicicleta regularmente de sua casa em Macleay até o Capitólio.

## Últimos anos, família e morte
Em 1870, Geer casou com Nancy Batte Duncan tendo três filhos. Geer casou pela segunda vez em 1900, com Miss Isabelle Trullinger. Depois de deixar os encargos políticos, ele trabalhou como editor do jornal Oregon Statesman de 1903 a 1905 e em seguida para o Pendleton Tribune de 1905 até 1908. Em 1908, Geer mudou-se para Portland, Oregon, onde publicou cinquenta anos em Oregon (Fifty Years in Oregon) em 1911. Theodore Thurston Geer, em seguida, trabalhou no setor imobiliário, falecendo em 21 de fevereiro de 1924 em Portland.

## Legado e história da família
Existem vários lugares no Condado de Marion, nomeados para a família de Geer, que se estabeleceu em Waldo Hills e Howell Prairie. A ramificação "Geer" na ferrovia da Southern Pacific railroad, a linha principal de Willamette Valley, liga a Estação Salem com a estação de Geer na pradaria. A linha foi usada mais tarde pela Willamette Valley Railway. A casa de de Ralph Carey Geer em Waldo Hills, tio de Theodore Thurston Geer, que foi um antigo membro do legislattivo Territorial de Oregon, é listado no Registro Nacional de lugares históricos como o R. C. Geer Farmhouse. Ela está localizada em R. C. Geer doada pelo ato de reivindicações de terras. Há 155 anos os antepassados de  Theodore Geer viveram na mesma fazenda pioneira R. C. Geer, que, em 1847 estavam entre as primeiras pessoas a viajar para Willamette Valley através da estrada Barlow do Oregon. A fazenda, hoje conhecida como GeerCrest (anteriormente Vesper Geer Rose Ranch), agora é utilizada como uma fazenda de ensino. Uma fazenda em Silverton, Oregon é também conhecida como o lugar da infância do chargista político Homer Davenport, cuja mãe, Florinda, foi um membro da família de Geer. GeerCrest é o local de plantio da Populus trichocarpa, conhecida como Riding Whip Tree, que cresceu a partir de um chicote de equitação e posteriormente enterrada no chão por 15 anos por Florinda Geer em 1854. Ela é listada como uma árvore de herança do Oregon (Oregon Heritage Tree). O Parque da Comunidade Geer em Salem foi assim nomeado pela família Geer e situa-se perto de uma seção anterior de uma filial de Geer que foi abandonado e mais tarde descomissionado.

## Fonte da tradução
- Este artigo foi inicialmente traduzido, total ou parcialmente, do artigo da Wikipédia em inglês cujo título é «Theodore Thurston Geer».